# Tapinauchenius latipes
Tapinauchenius latipes là một loài nhện trong họ Theraphosidae.
Loài này thuộc chi Tapinauchenius. Tapinauchenius latipes được Ludwig Carl Christian Koch miêu tả năm 1875.